# Тоноян Гарегін Гіяджеєвич
Гарегін Гіяджеєвич Тоноян (1914 — дата смерті невідома) — помічник майстра Ленінаканського текстильного комбінату імені Травневого повстання Міністерства легкої промисловості Вірменської РСР. Герой Соціалістичної Праці (1971).
У 1970 році достроково виконав особисті соціалістичні зобов'язання і виробничі завдання Восьмої п'ятирічки (1966-1970). Указом Президії Верховної Ради СРСР від 5 квітня 1971 року «за видатні успіхи в достроковому виконанні завдань п'ятирічного плану і великий творчий внесок у розвиток виробництва тканин, трикотажу, взуття, швейних виробів та іншої продукції легкої промисловості» удостоєний звання Героя Соціалістичної Праці з врученням ордена Леніна і золотої медалі «Серп і Молот».
Дата смерті не встановлена.